# Otus nigrorum
El autillo orejudo de Negros (Otus nigrorum) es una especie de ave strigiforme de la familia Strigidae endémica de las Filipinas. Anteriormente era tratada como una subespecie del autillo orejudo de Luzón (O. megalotis).

## Distribución
Se distribuye en las islas filipinas de Panay y Negros.